# 藍京
藍京（越南语：／）是越南後黎朝在其發祥之地清化藍山的宗廟陵寢建築群。

## 歷史
蓝京地处蓝山山區，是後黎朝開國皇帝黎利的故乡，也是1416年蓝山起義首先爆發的區域，1428年黎利称帝，建立后黎朝，1430年在蓝山建造行宮、祠庙和陵墓，稱為藍京。後黎朝初期的14位皇帝和追尊皇帝均葬於此。蓝京的建筑一度損毀嚴重，仅剩4座皇陵墓和1座皇太后陵，1962年，蓝京被列为越南国家级历史遗迹。1964年，越南政府對城廓、玉河、西湖、古井、仪门、午门、龙廷、朝廷、诸太庙、正殿、陵墓等50个项目展開修復。1994年，越南政府批准蓝京历史遗迹区维修改造项目。2013年9月26日，蓝京历史遗迹区被認定為越南国家级特殊遗迹区。

## 建築
藍京今屬越南清化省壽春縣蓝山市镇，在清化市以西51公里，遺址面積約200公頃，建築面積約140公顷，北靠油山，南臨玉河，三面環水，河上修有石橋，名為仙鸞橋，午門前東側有一口開口巨大的淺底井。午门内側西边有一棵樹齡超過300年、列入越南遗产树名录的古榕树。经过龙廷就到正殿，由木结构的三大座屋构成，正殿后是9座太庙，蓝京城建筑采取“内工外国”形式，建有皇城、太庙、午门、龙廷、左右庑等，红砖路从皇城中心輻射各方，連通诸皇陵墓区，每个陵墓占地約400平米。

## 廟會
每年農曆八月二十二的黎利誕辰前後，藍京的黎太祖廟都會舉行盛大的藍京廟會，廟會從农历二十一至二十三，分为传统礼仪和娱乐活动等两大内容，表演民间傳統舞蹈春普，其包括哀牢、吴国、占城、花郎和六魂绒五个舞蹈。

## 博物館
藍京陳列室在遗迹区外，之前在藍京遗迹区的7次試掘中出土的茶具、銅壺、香碗、裝飾磚等文物均藏於此。